# Антена (книга)
«Антена» — збірка віршів українського письменника Сергія Жадана. Видана у 2018 році, містить 80 нових віршів, написаних автором упродовж двох років.
Збірка вийшла в двох форматах — повноколірний артбук та його чорно-біла покет-версія. Перша презентація книжки відбулася 8 вересня під час ІХ Міжнародного поетичного фестивалю Meridian Czernowitz у Чернівцях. Наступні — 14 вересня в Києві, 18 вересня в Харкові, 19 вересня в Одесі й 22 вересня у Львові в рамках Форуму видавців.
Кожен розворот книги містить ілюстрації за авторством харківського художника Гамлета Зіньківського, редактура тексту — Олександр Бойченко.

## Від автора
Це поетичний звіт за останні два роки. Фактично складається так, що цими роками вірші пишуться як своєрідний поетичний щоденник. І «Антена» в такому контексті є органічною складовою трилогії, двома попередніми частинами якої є «Життя Марії» та «Тамплієри». Ці книги краще й читати, на мою думку, в такій послідовності — вони одна одну доповнюють та розвивають.

## Галерея
|  |